# ハーゲン–ルーベンスの関係式
光学において、 ハーゲン–ルーベンスの関係式（ハーゲン–ルーベンスのかんけいしき、英: Hagen–Rubens relation）は良い導体である材料の反射係数と電気伝導率の間の関係式である。この関係式によると屈折率に対する誘電率の寄与が無視できる固体の場合、反射係数は以下のように書ける（国際単位系）
{\displaystyle R\approx 1-2{\sqrt {\frac {2\epsilon _{0}\omega }{\sigma }}}}
但し、{\displaystyle \omega } は電場の振動数、{\displaystyle \sigma } は伝導率、{\displaystyle \epsilon _{0}} は真空の誘電率である。
この関係式は1903年にこれを発見したドイツの物理学者Ernst Bessel Hagenとハインリヒ・ルーベンスにちなむ。